# Ateliers d’Aviation Louis Breguet

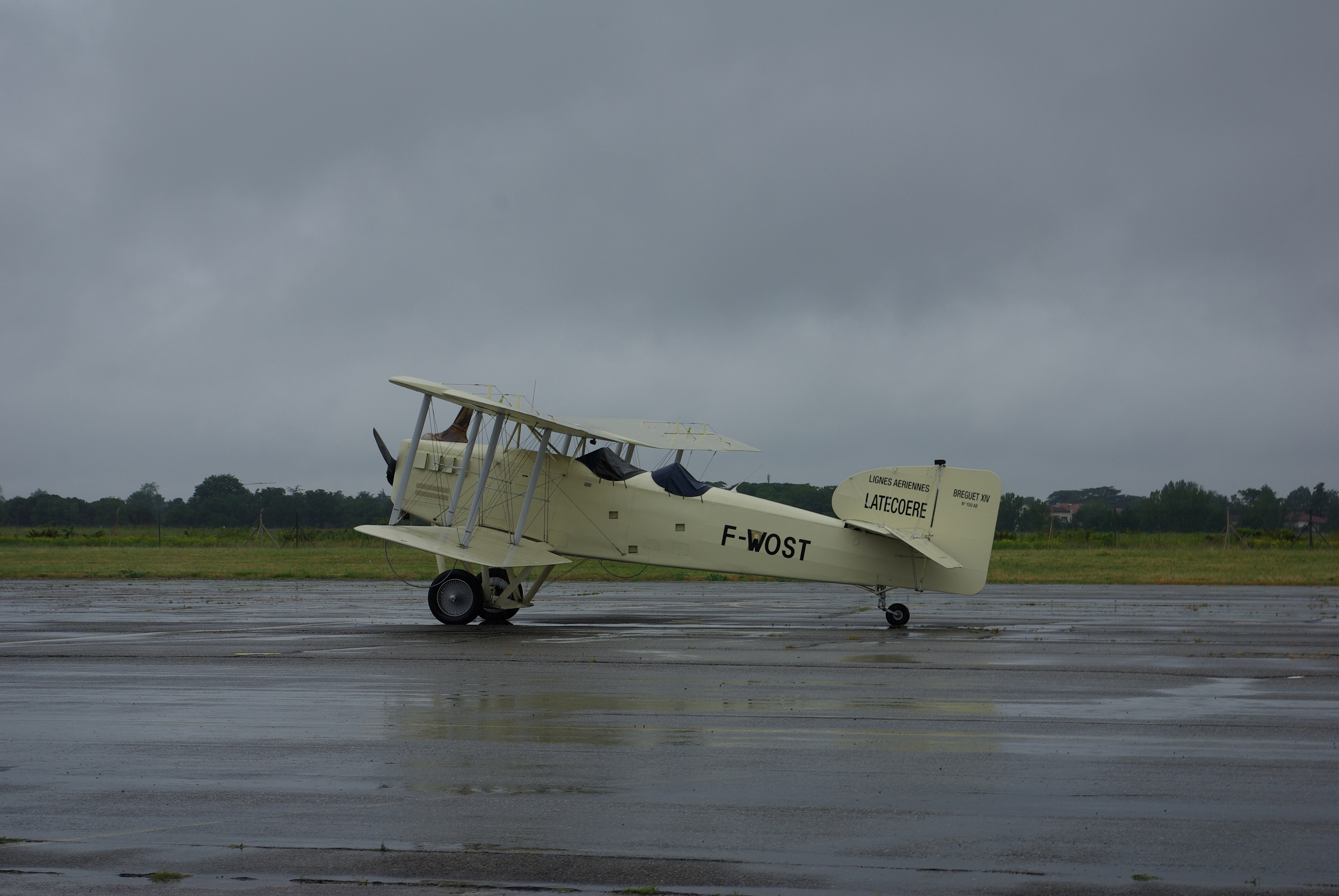
Breguet 14

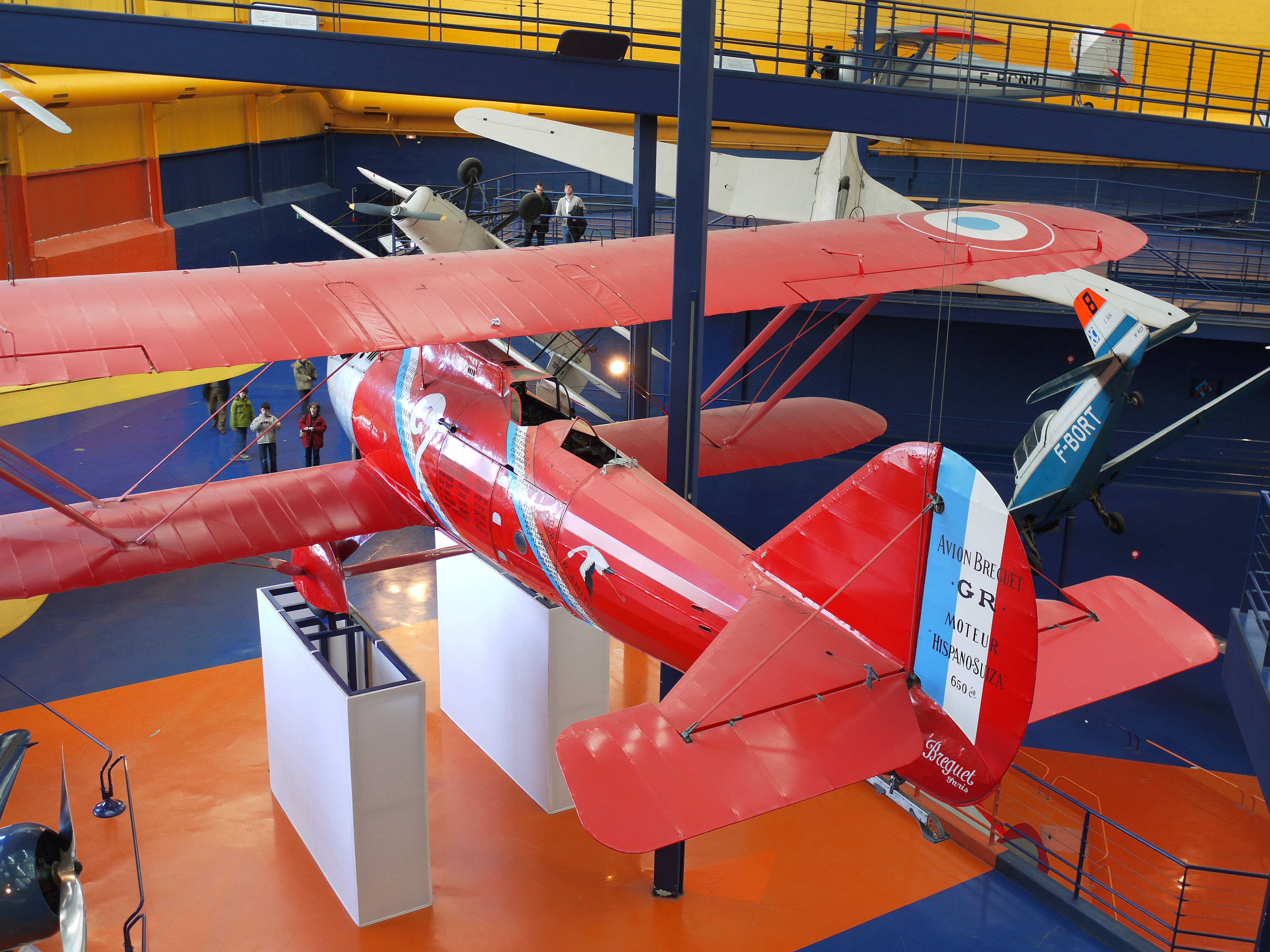
Breguet 19 (Musée de l’air et de l’espace, Le Bourget)

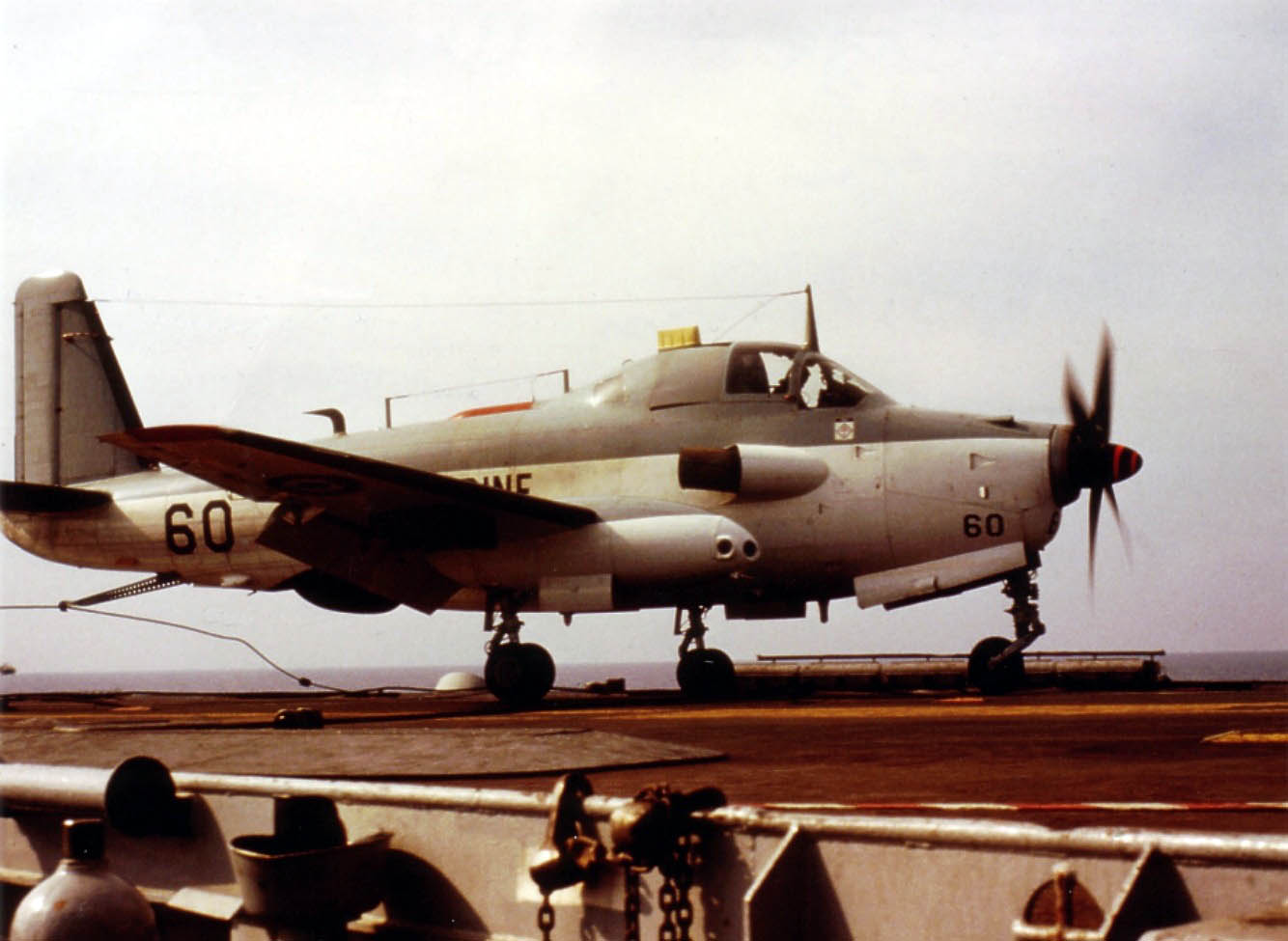
Breguet Br.1050 Alizé

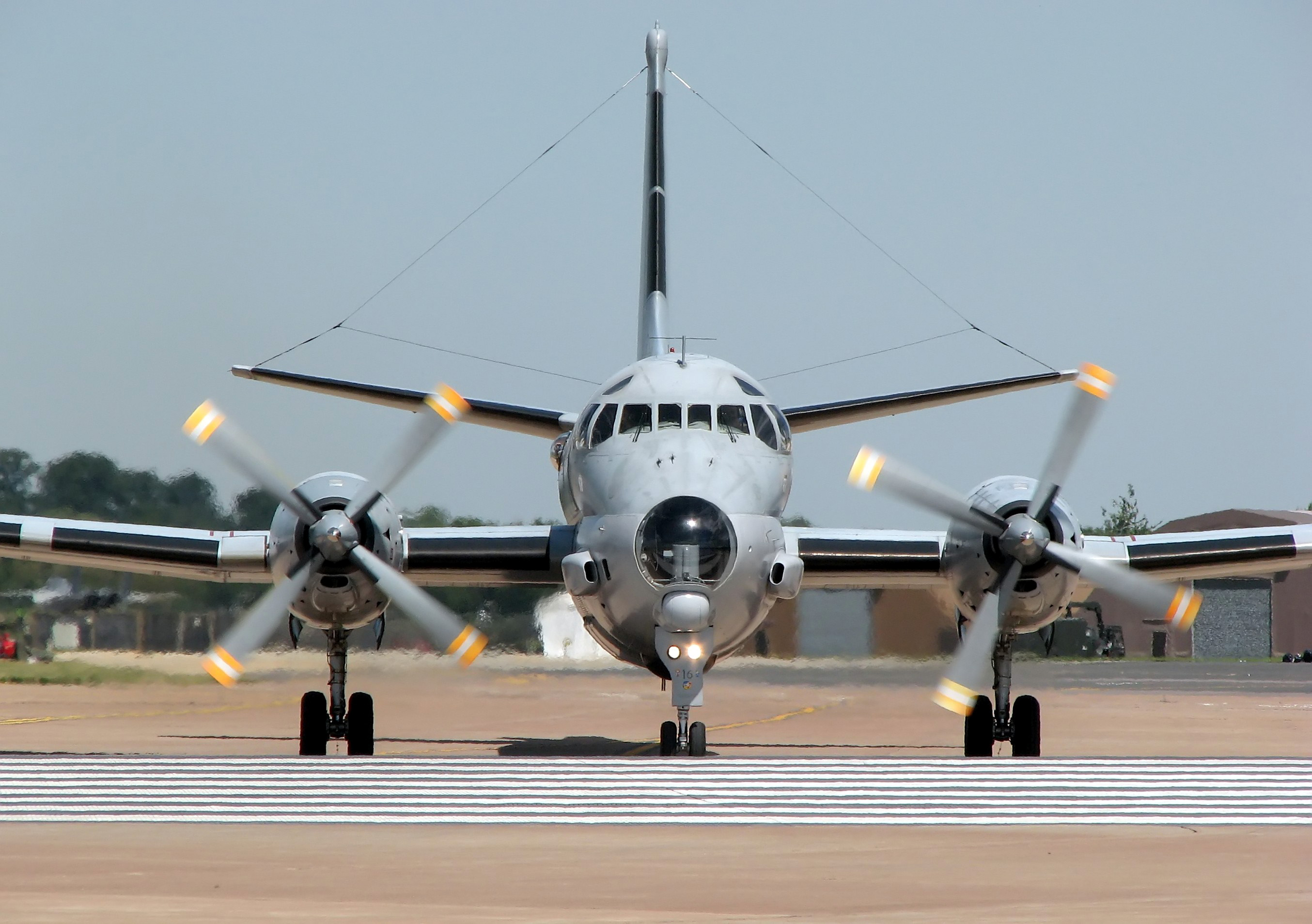
Breguet Atlantique

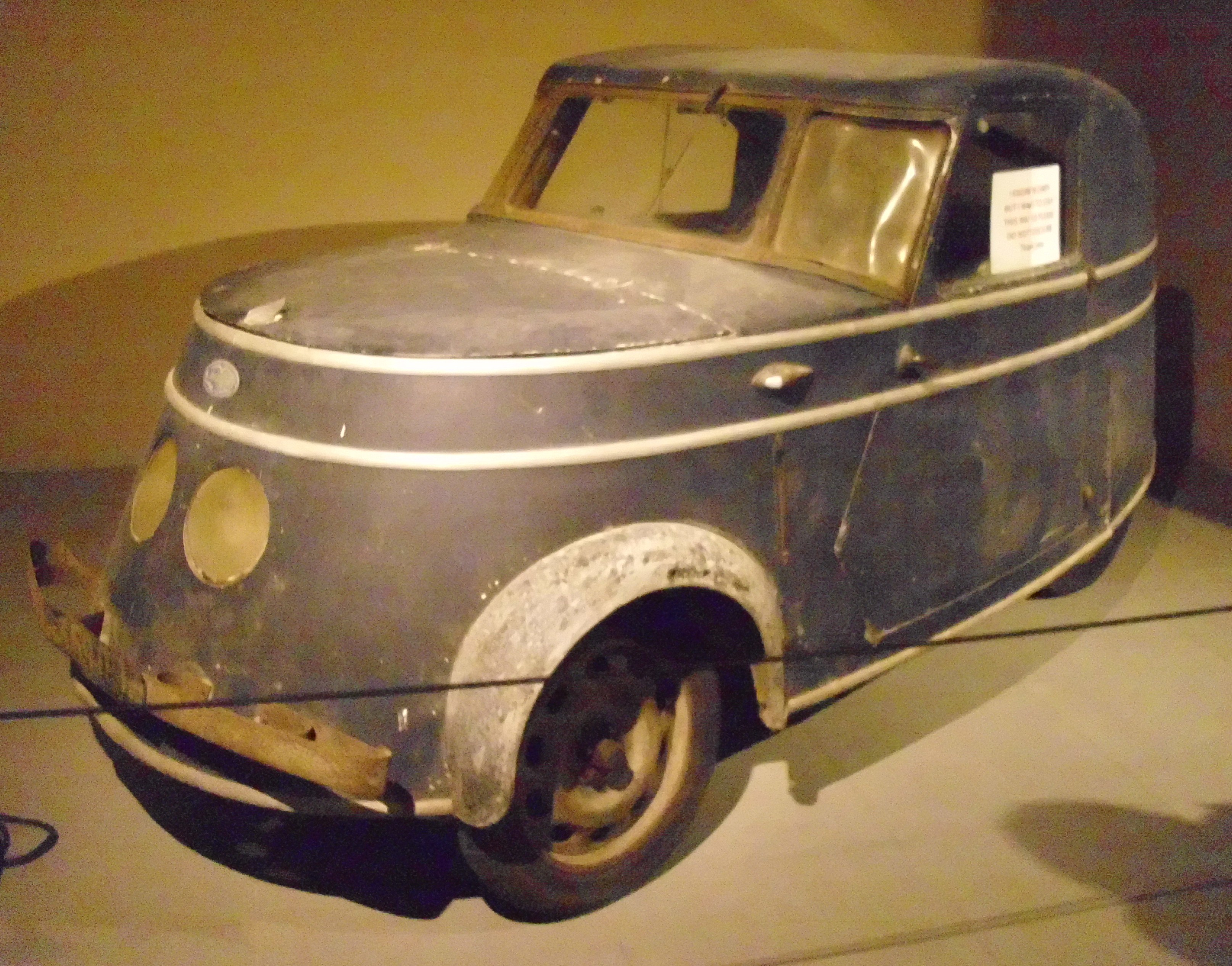
Breguet A 2 von 1942

Die Société Anonyme des Ateliers d’Aviation Louis Breguet war ein französischer Flugzeughersteller und wurde im Jahre 1911 von Louis Charles Breguet in Douai gegründet.

## Flugzeugproduktion
Neben einigen Wasserflugzeugen fertigte das Unternehmen an seinem neuen Standort Villacoublay bei Paris ab 1916 das leistungsfähige Militärflugzeug Breguet 14. Von diesem Typ werden mehr als 7.500 Stück gebaut, die daraus weiter entwickelte Breguet 17 wurde nach dem Ende des Ersten Weltkrieges nur in geringeren Stückzahlen produziert.
Die ab 1922 angebotene Breguet 19 wurde ab 1924 in mehr als 2.000 Exemplaren hergestellt. Mit einer „Breguet Bidon“ genannten Maschine dieses Typs (mit vergrößertem Tank) überquerten Dieudonné Costes und Maurice Bellonte im Jahre 1930 den Atlantik auf der Lindbergh-Route.
Nach Flugzeugtypen wie Breguet 27, Breguet 521 und Breguet 730 wurden Breguet-Werke in Le Havre und Nantes eröffnet. Im Jahr 1939 wurde Breguet im Zuge seiner Verstaatlichung in SNCAN und SNCAO aufgegliedert, Latécoère wurde übernommen. Bis zum Waffenstillstand im Jahre 1940 wurden noch 200 Bomber Breguet 690 ausgeliefert.
Ab 1945 wurde mit der Breguet 763 Provence ein robustes und wirtschaftliches Transportflugzeug für die zivile Luftfahrt entwickelt. Nach ihrem Erstflug im Jahre 1949 wurden zwölf Stück dieses Typs von der Air France im Zeitraum von 1953 bis 1971 auf den Nordafrika- und Mittelmeer-Linien eingesetzt.
Breguet nahm gleichzeitig mit der Produktion einer Reihe wirtschaftlicher, robuster und leistungsfähiger Segelflugzeuge wie der Breguet 901 aktiv Anteil an der Entwicklung der Sportfliegerei. Die 901 wurde das erfolgreichste Segelflugzeug Frankreichs.
Diese technischen Erfolge gingen allerdings mit erheblichen finanziellen Schwierigkeiten der Flugzeugbaugesellschaft einher. Als Louis Breguet im Jahre 1955 verstarb, trat Sylvain Floirat an die Spitze des Unternehmens.
Fortschrittliche Prototypen wie das STOL-Flugzeug Breguet 940 Vultur wurden entwickelt. Ihr folgten die Modellreihen Breguet 941 und Breguet 1050 Alizé.
Auf Grund der Teilnahme an einer NATO-Ausschreibung für ein leichtes taktisches Kampfflugzeug entwickelte das Unternehmen die 1001 Taon, die einen Geschwindigkeitsrekord errang, aber letztlich nicht bestellt wurde.
Im Jahre 1964 bestand die Breguet Atlantic, ein Seeaufklärer, ihren Erstflug. Sie war eine europäische Entwicklung, der noch eine Reihe weiterer gemeinsamer Entwicklungen folgen sollten.
1966 nahm Breguet gemeinsam mit der British Aircraft Corporation (BAC) am Programm zur Entwicklung der SEPECAT Jaguar teil, danach folgte im Rahmen des Projektes Alpha Jet die Zusammenarbeit mit dem deutschen Unternehmen Dornier.
Im Jahre 1971 wurde die „Société Anonyme des Ateliers d'Aviation Louis Breguet“ von Avions Marcel Dassault (AMB) übernommen, die den Namen „Avions Marcel Dassault – Breguet Aviation“ (AMDBA) annahm.

## Automobilproduktion
1907 entstanden neben Flugzeugen auch einige wenige Autos. Es gab zwei Modelle mit Sechszylindermotoren, die wahlweise 30 PS oder 50 PS leisteten. 1942, also während des Zweiten Weltkriegs, wurden aufgrund der Benzinknappheit Elektrofahrzeuge produziert. Für den Antrieb sorgte ein Motor von Paris-Rhône, der im Heck montiert war. Der Radstand war mit 198 cm angegeben, die Höchstgeschwindigkeit mit 48 km/h und die Reichweite mit 104 km. Ein Elektrofahrzeug von 1942 ist in der Louwman Collection in Den Haag zu besichtigen.